# Gia Cát Đản
Gia Cát Đản (chữ Hán:諸葛誕, bính âm: Zhuge Dan; (200-258) là tướng nhà Tào Ngụy thời Tam Quốc trong lịch sử Trung Quốc.

## Thân thế
Gia Cát Đản có tên tự là Công Hưu (公休), người Dương Đô quận Lang Nha, là dòng dõi của Tư Lệ hiệu úy Gia Cát Phong nhà Hán, cùng họ với thừa tướng Gia Cát Lượng nhà Thục Hán.
Là con nhà thế tộc nước Tào Ngụy, Gia Cát Đản được học hành, lớn lên làm Bí thư lang. Ông kết giao với Đặng Dương và Hạ Hầu Huyền, hai người phục vụ dưới quyền Tào Sảng. Ông có thông gia với họ Tư Mã, cho con gái lấy con trai Tư Mã Ý và một người con gái khác lấy con trai Vương Lăng.

## Chống Vương Lăng và Vô Khâu Kiệm
Do có quan hệ thân thích với các đại thần, Gia Cát Đản nhanh chóng được cất nhắc Ngự sử trung thừa thượng thư (御史中丞尚书). Nhưng sau đó do mất lòng Ngụy Minh Đế, Gia Cát Đản bị cách chức.
Sau khi Ngụy Minh Đế Tào Duệ qua đời (239), Gia Cát Đản nhờ tác động của Hạ Hầu Huyền lại trở lại chức cũ, rồi được phong làm Thứ sử Dương châu. Gia Cát Đản có mâu thuẫn với Đô đốc Dương châu chư quân sự là Vương Lăng.
Năm 251, Vương Lăng bị Tư Mã Ý buộc tội câu kết với Sở vương Tào Bưu để đảo chính Tào Phương nên mang quân dẹp. Gia Cát Đản giúp Tư Mã Ý tiêu diệt Vương Lăng. Ông được thay Vương Lăng làm Trấn đông tướng quân, cầm cờ tiết, Đô đốc Dương châu chư quân sự.
Cùng năm 251, Tư Mã Ý chết, con trưởng là Tư Mã Sư lên kế vị điều hành triều chính. Tới tháng 9 năm 254, Tư Mã Sư phế truất Tào Phương, lập Tào Mao mới 14 tuổi lên ngôi.
Trấn đông tướng quân Vô Khâu Kiệm và Thứ sử Dương châu Văn Khâm bèn khởi binh thảo phạt Tư Mã Sư tội phế vua. Trong khi Văn Khâm và Vô Khâu Kiệm mang quân đến Hạng Thành, Gia Cát Đản lại tham chiến giúp Tư Mã dẹp Vô Khâu Kiệm và Văn Khâm, đánh chiếm căn cứ Thọ Xuân.
Nhờ công dẹp binh biến Thọ Xuân lần 2, Gia Cát Đản được Tư Mã Sư phong làm Trấn đông đại tướng quân, Nghi đồng tam ty, Đô đốc Dương châu chư quân sự.
Năm 256, tướng Đông Ngô là Tôn Tuấn mang 10 vạn quân định vượt sông Trường Giang đánh Ngụy. Gia Cát Đản sai Đặng Ngải mang quân ra giữ Phì Dương, nhưng không lâu sau Tôn Tuấn ngã bệnh phải lui binh.

## Chống Tư Mã Chiêu
Gia Cát Đản ở Thọ Xuân, ra sức thu thập những người bỏ trốn và tích trữ lương thực trong 1 năm. Ít lâu sau, ông bất hòa với Thứ sử Dương châu là Nhạc Lâm (con Nhạc Tiến), bị Nhạc Lâm tố cáo liên kết với Đông Ngô.
Tư Mã Chiêu sai Giả Sung đi Dương châu thị sát. Khi trở về, Giả Sung khuyên Tư Mã Chiêu nên triệu tập Gia Cát Đản về kinh đô Lạc Dương phong chức Tư không. Tư Mã Chiêu nghe theo bèn nhân danh Tào Mao phát lệnh gọi Gia Cát Đản. Gia Cát Đản biết mình bị nghi ngờ, năm 257 bèn khởi binh đánh Tư Mã Chiêu nhân danh phò nhà Ngụy.
Trước tiên Gia Cát Đản tấn công giết chết Nhạc Lâm, sau đó sai người đưa con là Gia Cát Tịnh sang Đông Ngô làm con tin, đề nghị Tôn Lượng phát binh chi viện. Gia Cát Đản tập hợp được hơn 10 vạn quân, phía Tôn Lượng cũng phái hơn 3 vạn quân bắc tiến, dưới quyền chỉ huy của Toàn Dịch, Toàn Đoan, Vương Tộ và hàng tướng Văn Khâm.
Quân Ngô sang sông rồi vội vã vào thành Thọ Xuân hội với Gia Cát Đản. Tư Mã Chiêu mang 20 vạn quân, ép Tào Mao cùng đi thân chinh để tránh binh biến ở Lạc Dương. Tư Mã Chiêu tiến đại quân đến đóng ở Thẩm Khâu, thúc quân bao vây thành Thọ Xuân, men theo tường thành đắp 2 lớp lũy.
Hai bên giằng co trong vòng 10 tháng, từ tháng 5 năm 257 đến tháng 3 năm 258. Bị kế ly gián của Chung Hội, tướng Ngô là Toàn Dịch mang quân ra khỏi thành đầu hàng Tư Mã Chiêu. Các tướng sĩ trong thành của Đông Ngô và dưới quyền Gia Cát Đản dao động, nảy ý đầu hàng. Gia Cát Đản lại nghi ngờ Văn Khâm không trung thành, bèn bắt giết Văn Khâm. Con Khâm là Văn Ương bất mãn, bèn bỏ thành ra hàng Tư Mã Chiêu.
Trong thành Thọ Xuân suy kiệt, bị quân Tư Mã Chiêu công phá, cuối cùng hạ được thành. Gia Cát Đản cưỡi ngựa mang quân chạy ra cửa Tiểu Thành nhưng không thoát, bị quân Tư Mã Chiêu giết chết.
Có mấy trăm thủ hạ trung thành với Gia Cát Đản khi bị bắt đều không chịu đầu hàng, lần lượt chịu chém. Mọi người đều ví họ như các thủ hạ của Tề vương Điền Hoành đầu thời Tây Hán cùng chết theo chủ. Các sử gia vì việc này đánh giá Gia Cát Đản ít nhiều đã lấy được lòng người Dương châu.
Tư Mã Chiêu mang đầu ông về treo ở Lạc Dương và tru di tam tộc ông. Con ông là Gia Cát Tịnh ở Đông Ngô sau làm quan cho nhà Ngô, khi nhà Ngô bị Tấn Vũ Đế (con Tư Mã Chiêu) diệt về ở ẩn không ra làm quan cho nhà Tấn.

## Trong Tam Quốc diễn nghĩa
Gia Cát Đản xuất hiện trong tác phẩm Tam Quốc diễn nghĩa của La Quán Trung từ trận giúp Tư Mã Sư dẹp Vô Khâu Kiệm. Sau cái chết của Gia Cát Đản và những thủ hạ trung thành với ông, La Quán Trung làm thơ khen ngợi và ví họ như những thủ hạ của Điền Hoành.